# 西北农林科技大学
西北农林科技大学（英語：Northwest A&F University），简称“西农”、“西农大”或“西北农林”，始创于1934年，位于中华人民共和国陕西省杨凌示范区（咸阳市杨陵区）。1999年9月11日由同处杨凌的原西北农业大学、西北林学院、中国科学院·水利部水土保持研究所、水利部西北水利科学研究所、陕西省农业科学院、陕西省林业科学院、陕西省·中国科学院西北植物研究所等七所科教单位合并组建为西北农林科技大学，隶属于中华人民共和国教育部。2003年，教育部批准试办“研究生院”，并于2007年正式设立“研究生院”，是中国设有研究生院的56所高校之一。
西北农林科技大学是是教育部直属、国家原“985工程”和“211工程”重点建设高校，首批入选国家“世界一流大学和一流学科建设”高校。西农大将目标定位为“突出产学研紧密结合办学特色、创建世界一流农业大学”。

## 历史

### 学校溯源
西北农林科技大学肇始于1934年成立的国立西北农林专科学校（后成为西北农业大学），为校史之源。在1999年参与合并的机构中，西北农业大学、西北林学院、水利部西北水利科学研究所皆出自此校。另外四所机构实则来自两所科研单位，即中国科学院·水利部水土保持研究所（1956年成立，陕西省·中国科学院西北植物研究所来自该所）和陕西省农业科学院（1952年成立，陕西省林业科学院曾与该科学院为同一单位）。它们都位于杨陵，彼此关系较为密切。

西北农业大学前身为于右任、杨虎城、戴季陶等创建的“国立西北农林专科学校（1934年4月－1938年6月），历经国立西北农学院（1938年6月－1950年10月）、西北农学院（1950年10月－1985年10月）、西北农业大学（1985年10月—1999年9月），先后有上海劳动大学农学院、国立西北联合大学农学院、国立河南大学农学院畜牧系、兰州大学水利系等并入，也有西北农学院农业水利系调入西安交通大学和分出成为西北水工实验所（1954年）。西北水工实验所先后更名为西北水利科学研究所、陕西省水利科学研究所、水利部西北水利科学研究所、陕西省水利科学研究所，后发展成为水利部西北水利科学研究所（1996年）。

西北林学院其前身是原西北农学院森林系，成立于1934年。1979年从西北农学院分出。

中国科学院.水利部水土保持研究所始于中国科学院西北农业生物研究所（1956年成立），先后更名为中国科学院西北生物土壤研究所、中国科学院西北水土保持生物土壤研究所、 中国科学院西北水土保持研究所。1995更名为中国科学院.水利部水土保持研究所。期间有陕西省.中国科学院西北植物研究所的前身——中国科学院西北植物研究所的分出（1965年）。

陕西省农业科学院（1983年）的前身是西北农业科学研究所，曾先后改称为中国农业科学院陕西分院（1958年）和陕西省农林科学院（1973年）。

陕西省林业科学院（1998年）的前身是1980年从陕西省农林科学院分出的陕西省林业科学研究所。

### 奠基

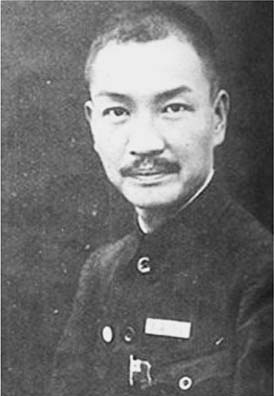
戴季陶

1932年10月，国民党中央执行委员会，通过戴季陶、于右任等人“筹建建设西北专门教育初期计划”议案，成立了“筹建建设西北专门教育委员会”。同年12月，“筹建建设西北专门教育委员会”更名为“建设国立西北农林专科学校筹建委员会”，委员有于右任、张继、戴季陶、王世杰、王陆一、王应瑜、朱家骅、吴敬恒、李石曾、沈鹏飞、邵力子、焦易堂、杨虎城、褚民谊等15人，于右任、张继、戴传贤被公推为常务委员。委员会办公处设于国民政府教育部，筹划建设“国立西北农林专科学校”。戴季陶具体主持了校址选择和筹建事务。戴季陶著有《关于西北农林教育之所见》，针对西北教育工作阐述了较为系统的办学思想，对学校的创建具有指导意义。
1934年4月20日，国立西北农林专科学校教学大楼（现西北农林科技大学北校区3号教学楼）奠基典礼，戴季陶到会祝词，宣告国立西北农林专科学校正式成立。教学大楼现为受保护文物，戴季陶题写的“国立西北农林专科学校”的校名至今仍存于教学大楼门楣上。
祝词曰：“民为国本，食为民天。炎黄立国，首裕民食。姜原后稷，弘兹天职。衣食既足，礼义斯舆。树德务滋，树基务坚。木贵松柏，宝重金刚。坚贞之性，百物之良。立教兴学，志在成人。建国之业，教学为先。民德归厚，百业兴焉。万众一心，教有次第，学有师承，事有始终，德有本根。克勤克俭，创业之源。脚踏实地，步步向前。光荣历史，从此开篇。奠基礼成万众欢。祝我学校万万年”。

### 5+2合并
1999年9月11日，时任中华人民共和国国务院副总理的李岚清率教育部、农业部、水利部、科学技术部、中国科学院等17所国家直属单位的代表，在杨凌宣布将位于杨凌的5所科研机构和2所高等学校合并成立西北农林科技大学。这是中国大陆第一所由大学和科研所合并组建的高等学校。新合并的西北农林科技大学直属于中华人民共和国教育部，由教育部、农业部、国家林业局、水利部、科学技术部、中国科学院和陕西省人民政府共同建设，并任命陈宗兴为首任校长，任命孙武学为校党委书记。

## 现状

### 校园

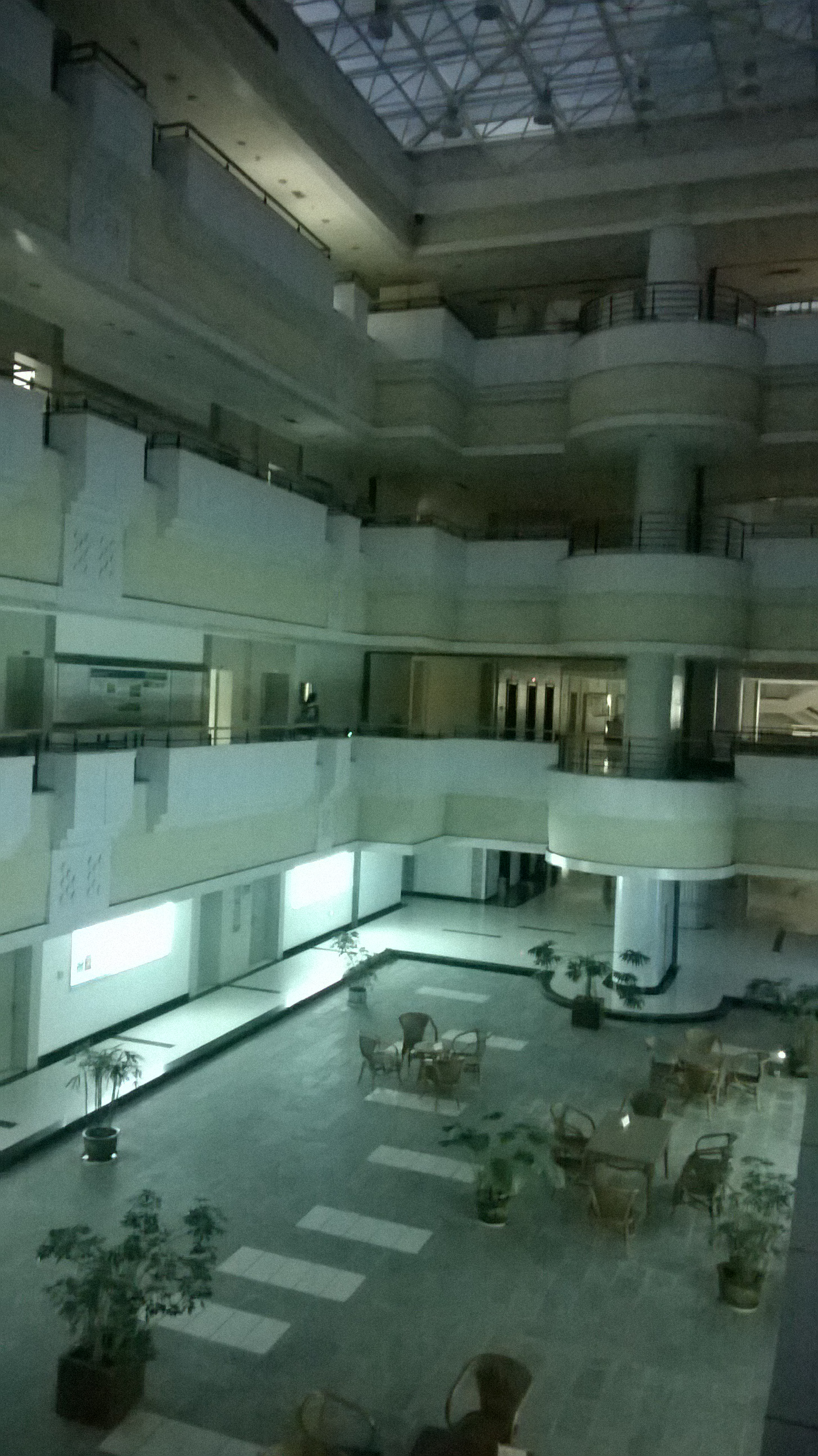
西北农林科技大学南校区科研楼内景, 南校区

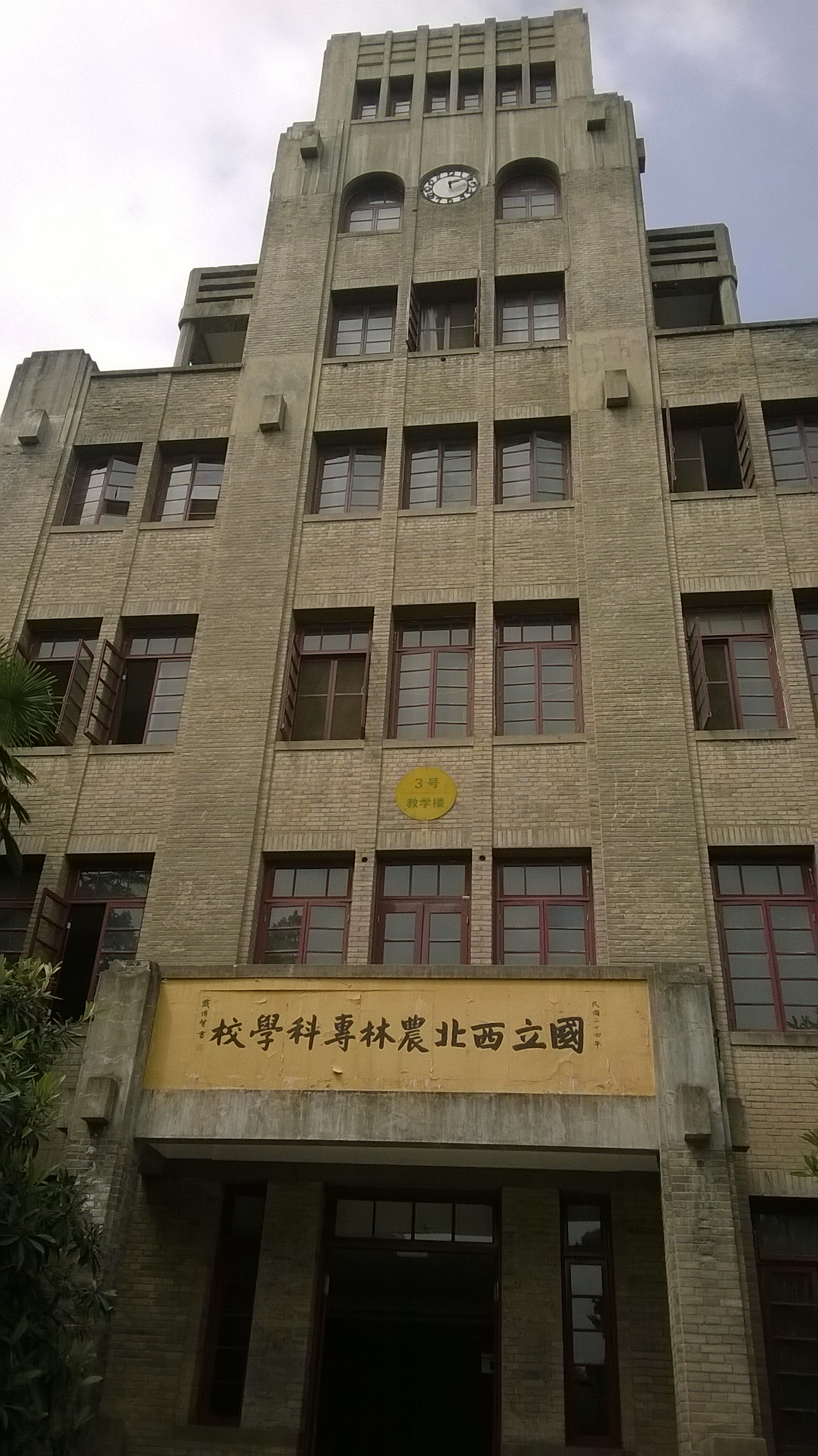
西北农林科技大学北校区3号教学楼, 戴季陶于民国二十四年书写的“国立西北农林专科学校”的校名

目前，西北农林科技大学占地面积44730亩，其中校园占地面积5657.21亩，建筑面积156.45万平方米。学校校园分为南校、北校两个主校区，食品科学与工程学院、水利与建筑工程学院、水土保持研究所有自己独立的校区，是各自的实验室、行政办公室所在，兼顾高年级学生的教学和训练。此外，学校还拥用安塞农田生态系统国家野外科学观测研究站、陕西秦岭森林生态系统国家野外科学观测研究站、陕西长武农田生态系统国家野外科学观测研究站等野外站台、林场、农作站、养殖场、动物医院等校外研究与教学机构
西北农林科技大学的校园建设得到了来自政府和社会各界人士的支持和帮助。现北校区3号教学楼历史悠久，建筑风格古朴，系1934年建校时国民政府资助所建，兼有钟楼的功能，自2018年春季学期开始恢复整点报时；位于北校区的原昆虫博物馆的建设亦得到了国家农业部的资助。1999年合校以后，新增和修葺的校园建筑使学校面貌焕然一新，如新建的北校区8号教学楼、北校区机电学院工程训练中心、北校区食品学院、生命学院、葡萄酒学院、化学与药学院以及理学院、水建学院校区教学楼、南校区1号、2号和3号教学楼、南校区国际交流中心建筑群（含科研楼、图书馆和行政中心）、北校区标准体育场、南校区博览园建筑群、南校区室内体育馆、南校区游泳池以及若干标准化学生公寓和食堂等等。校园原有建筑也得到了修葺和完善，如北校区3号教学楼和图书馆、南校区原林学院实验楼、南北校区体育场和风雨操场、北校区游泳池、食品学院教学楼等都进行了加固、翻新以促进教学和服务学生。南、北校区各有1个“绣山学生活动中心”，系台湾企业家朱英龙先生资助所建，“绣山”为其父朱绣山先生之名讳，现南校区“绣山学生活动中心”大厅内有朱绣山先生雕塑一尊。邵逸夫先生亦捐资建设了博览园内的昆虫馆和动物馆，现已成为“国家科普教育基地”。校园内的建筑和设施为学校的教学工作和师生生活提供了良好的支持。
2019年暑假期间，学校将主教学楼——八号教学楼进行了彻底的整修。改造后的8号教学楼教室总数增加到208个，室内空间宽敞明亮，装饰装修简洁精细，智慧功能特色突出，达到了提高空间利用率，提升信息化教学水平的改造目标。

### 科学研究与声誉

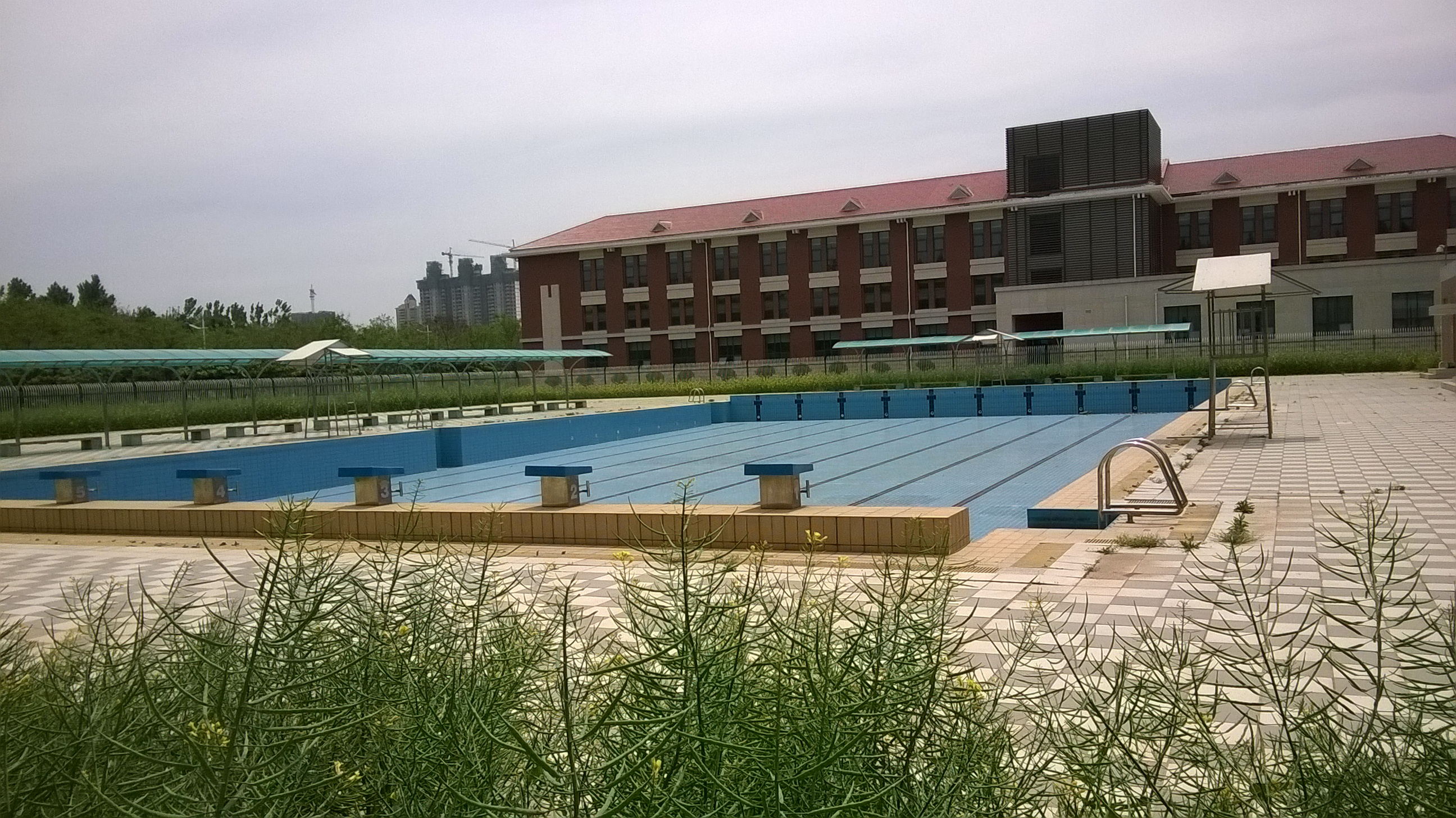
西北农林科技大学北校区游泳池

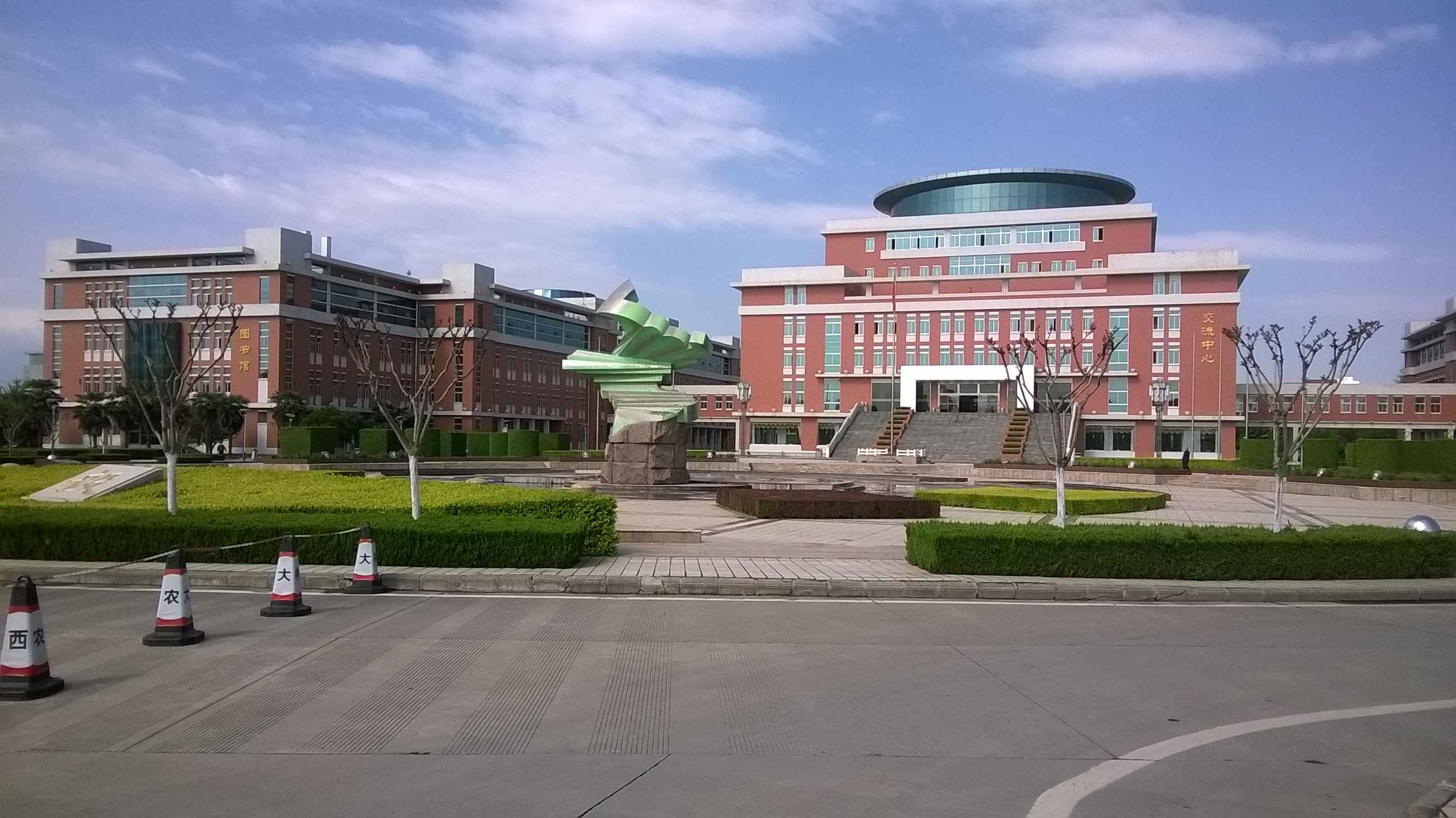
西北农林科技大学南校区行政楼

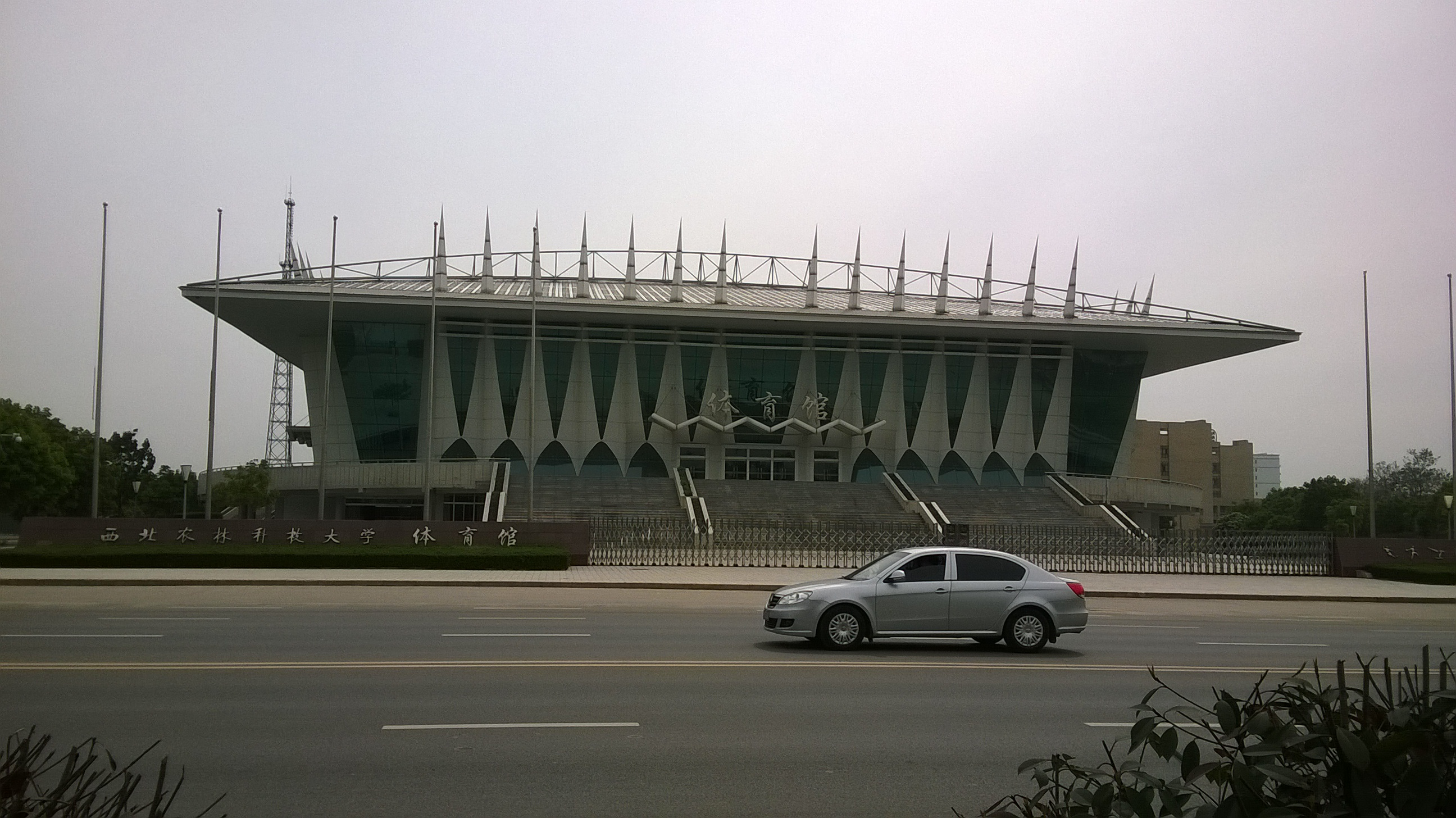
西北农林科技大学南校区室内体育馆

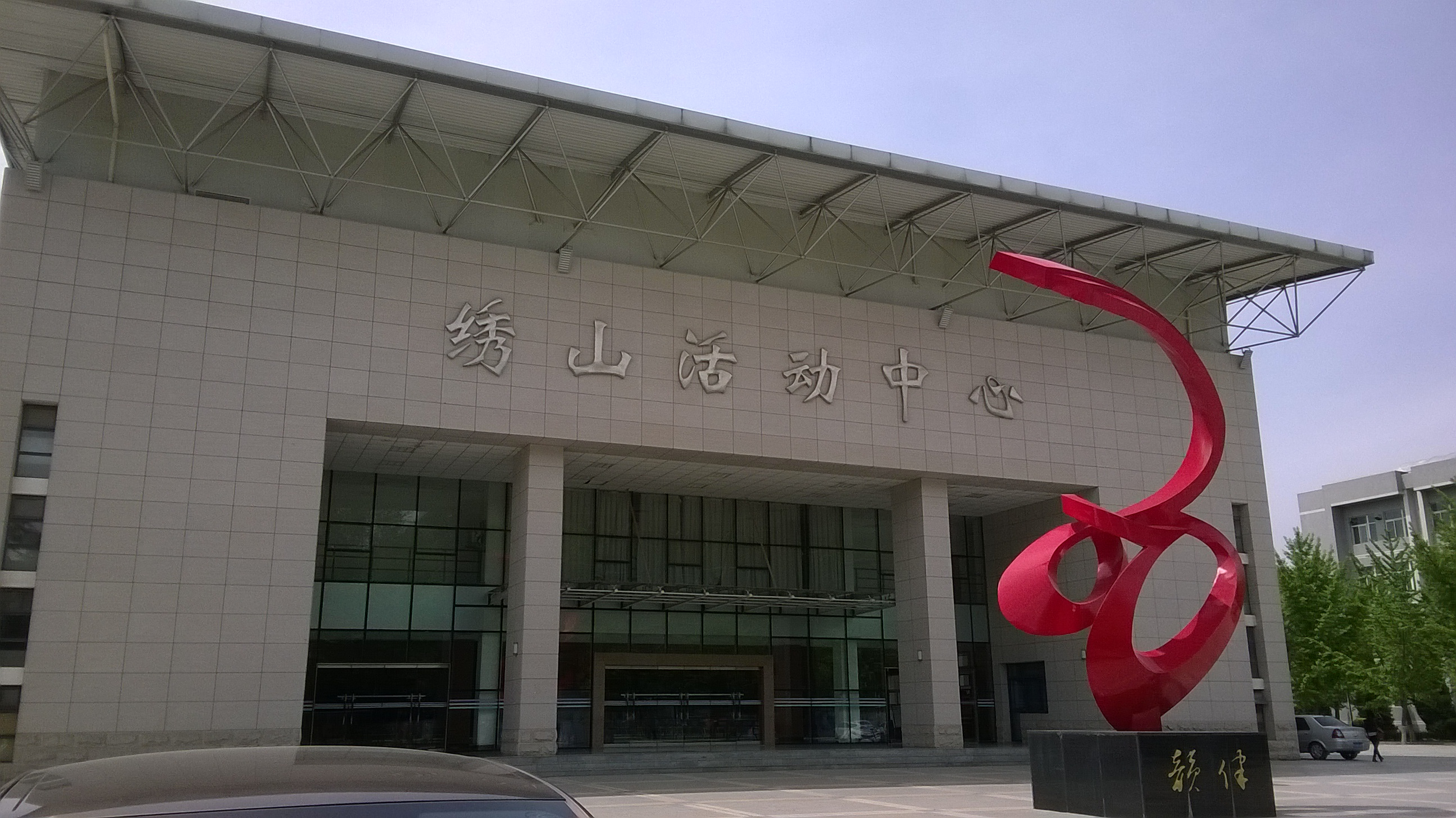
绣山学生活动中心，西北农林科技大学南校区

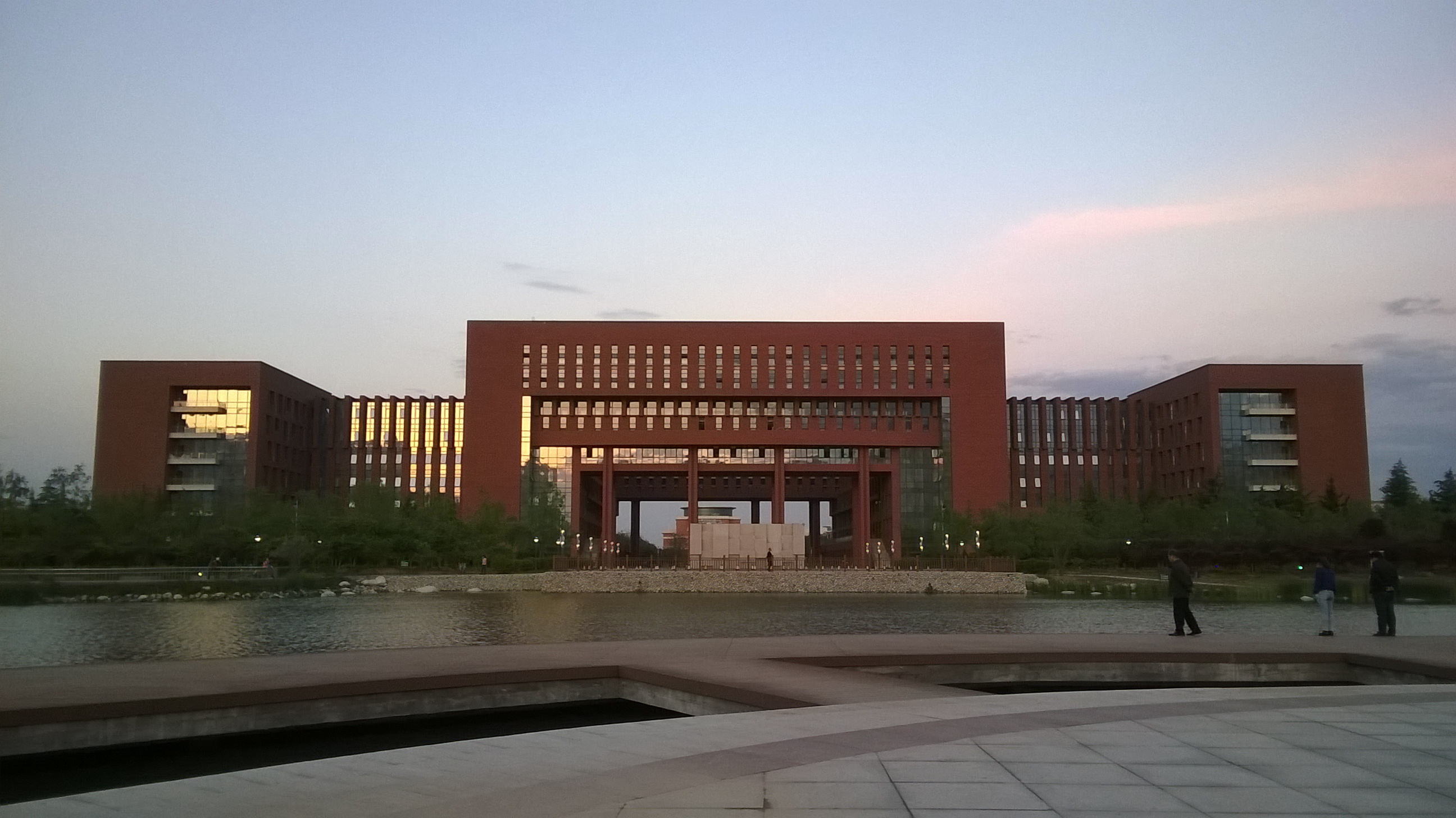
西北农林科技大学南校区农科楼, 南校区。

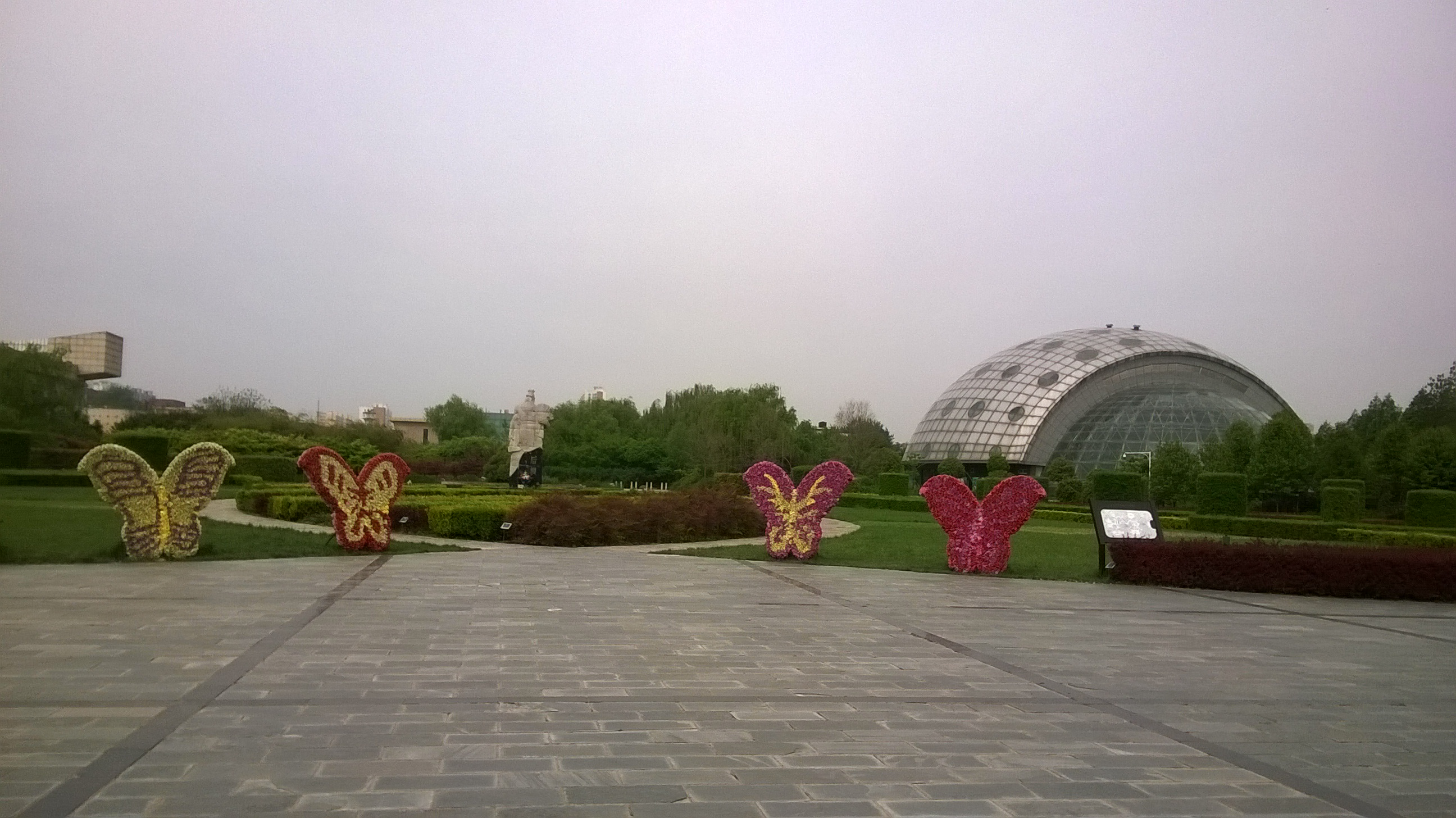
昆虫博物馆, 西北农林科技大学南校区

#### 科学研究
西北农林科技大学的科学研究具有农、林、水学科优势，在作物遗传育种、农业水利工程、水土保持、动物医学、家畜饲养与繁殖、森林培育、食品科学、植物保护、农业经济管理等领域颇有建树。
- 中国黄淮麦区小麦品种6次更新换代中，有4次选用学校培育的小麦品种；
- 小麦品种“碧玛一号”（赵洪璋院士选育）推广面积高达9000万亩；
- 苹果品种“秦冠”推广面积曾居全国首位[17]；
- 引进选育的奶山羊品种“西农莎能奶山羊”以产奶量高、适应性好等特点闻名全国[18]；
- 设有中国葡萄酒酿造行业首家葡萄酒学院；
- 小麦条锈病研究居于国家前列，其所在学科植物病理学为国家重点学科[19]；
- 西瓜品种“西农8号”（王鸣教授选育）为北方露地西瓜主栽品种[20]；
- 黄土高原国土整治“28字方略”(“全部降水就地入渗拦蓄，米粮下川上塬、林果下沟上岔、草灌上坡下坬”)已被广泛采用，并产生了良好的效果[21]。

目前，西北农林科技大学的国家级重点学科共有7个，包括植物病理学、土壤学、农业水土工程、临床兽医学、果树学、动物遗传育种与繁殖、农业经济管理，并拥有2个国家重点（培育）学科：作物遗传育种和农业昆虫与害虫防治。学校拥有2个国家重点实验室：黄土高原土壤侵蚀与旱地农业国家重点实验室 （页面存档备份，存于）和旱区作物逆境生物学国家重点实验室 （页面存档备份，存于）。 校内还有省部共建国家重点实验室培育基地--——陕西省农业分子生物学重点实验室以及其它15个部省级重点实验室，18个国家、部省级研究中心和工程技术研究中心，还包括3个国家野外台（站）。

#### 排名聲譽
截止到2021年1月22日，西北农林科技大学有农业科学、植物与动物学、工程学、环境科学与生态学、化学、生物学与生物化学、药理学与毒理学、分子生物学与遗传学等9个学科领域进入ESI（Essential Science Indicators，参见Web of Knowledge （页面存档备份，存于））全球学科排名前1%之列。按引用次数，西北农林科技大学在全国科研机构中排名第51名（排名不区分中国石油大学、中国地质大学、中国矿业大学两地办学）。其中农业科学和植物学与动物学2个学科领域进入ESI全球学科排名前1‰之列。。在全球范围内，西北农林科技大学的农业科学居US.NEWS学科排名全球第30位。

## 部分杰出校友

### 学术领域
- 李振声：中国科学院遗传与发育生物学研究所研究员，小麦育种和遗传学家，中国科学院院士，第三世界科学院院士。李振声先生曾在中国院学院西北植物研究所（后并入西北农林科技大学）工作约30年，是2006年国家最高科学技术奖获得者。
- 李仪祉（1882－1938）：陕西蒲城人，通晓德、法、英、日等多国语言，中国著名水利学家、现代水利建设的先驱。[34]李仪祉先生于1904年考入京师大学堂德文预备班，1909年入柏林工业大学攻读铁路及水利两科。辛亥革命爆发，李仪祉毅然回国参加革命，两年后（1913年）返德继续学业，1914年学成归国应聘担任河海工程专门学校（现河海大学）教授，并参与学校的筹建工作。1922年，陕西大旱，李仪祉回到陕西，担任陕西省水利局局长，兼渭北水利工程局总工程师。1932年，李仪祉创办陕西省水利专科班（后并入国立西北农林专科学校，即西北农林科技大学源头），曾任国立西北大学校长，又任教于北大、清华、同济、中山、交通等各大学。[35][36]李仪祉先生亲自主持建设陕西泾、渭、洛、梅四大惠渠，树立起我国现代灌溉工程样板，对我国水利事业作出重大贡献，陕西人民受益尤大。[37]
- 周尧（1912-2008）：中国著名昆虫分类学家、教授，有“虫坛怪杰”、“蝶神”之称，1985年圣马利诺共和国国际科学院院士，全国政协会议第6、7届委员，曾任“九三学社”中央委员，2001年获何梁何利基金会“科技进步奖”。1934年考入南通大学农学院，1936年获张骞资助赴进入当时世界昆虫分类学权威——意大利皇家那波利大学（University of Naples Federico II （页面存档备份，存于））西尔维斯特利教授（Filippo Silvestri （页面存档备份，存于））的昆虫博士研究生班。抗日战争爆发后，获得免答辩资格（学位论文通过学校评审），于1938年回国参军，后被识破高级知识分子身分，于1939年起为国立西北农学院教授。周尧教授通晓英语、意大利语、世界语，精于工笔绘画，兴趣广泛，涵盖摄影、篆刻、集邮等多方面[38]。2008年逝世。
- 朱显谟：中国科学院院士（地学部，1991年当选），中央大学农学院农化系1940届毕业生。朱显谟先生从1959年起在杨陵工作，是中国著名的土壤和土地整治专家，国际土壤学会会员。[39]
- 山仑：旱地农业生理生态学家，中国工程院院士（农业、轻纺与环境工程学部）。山仑先生1954年从山东农学院毕业，1962年获前苏联科学院植物生理研究所生物学副博士学位，现任西北农林科技大学水土保持研究所、中国科学院水利部水土保持研究研究员，研究所学术委员会主任、黄土高原土壤侵蚀与旱地农业国家重点实验室学术委员会主任。[40]
- 李振岐(1922-2007)：字兴周，中国工程院院士（农业、轻纺与环境工程学部，1997年），中国著名的植物病理学家和小麦锈病专家。李振岐院士1949毕业于国立西北农学院，之后一直在本院从事植物保护相关研究。[41]
- 于天仁（1920-2004）：中国科学院土壤研究所研究员，中国科学院院士（1995年），国立西北农学院农化系1945届毕业生。于天仁先生是中国著名土壤学家，中国土壤电化学研究的创始人。[42]
- 赵洪璋（1918-1994）：中国科学院学部委员（生命科学和医学学部，1955年），小麦育种学家，国立西北农学院1940届毕业生。其所培育的小麦品种极大地提高了中国的小麦产量，保障了粮食安全。[43]
- 盛彤笙（1911-1987）：中国科学院学部委员（生命科学和医学学部，1955年），中国著名的兽医学家、微生物学家、兽医学和农业教育家，中央大学动物系1932届毕业生，德国柏林大学医学博士（1936年），德国汉诺威医学院兽医学博士（1938年），中国第一所兽医学院（1946年）和中国科学院西北分院创始人，1939-1940年任国立西北农学院教授。[44][45]
- 侯光炯（1905-1996）：上海市金山县人，土壤学家，国立北平大学农学院1928年毕业生，1955年当选中国科学院学部委员（生命科学和医学学部），1948-1952年任国立西北农学院教授，后任西南农学院（西南农业大学前身，现西南大学）校长。
- 涂治（1901-1976）：字策三，湖北黄陂县人，中国科学院学部委员（生命科学和医学学部），从北平清华学校考取美国明尼苏达大学博士研究生，中国农业科学家、植物病理学家、教育家。1935-1939任国立西北农学院教授兼教务主任等职[46]。
- 林容（1903-1981）：字君范，江苏省丹阳县人，曾在法国留学10年，相继获得法国自然科学高级文凭、克莱孟大学理学硕士和国家理学硕士学位，1930年巴黎大学国家理学博士学位，1955年当选中国科学院院士（生命科学和医学学部）。植物学家、植物分类学家，中国植物学学科的先驱者之一，中国菌物学研究的开拓者之一。1939-1944年任国立西北农学院教授[47]。
- 王光远：1946年毕业于西北农学院水利系，1952年毕业于哈尔滨工业大学研究生班，现任哈尔滨工业大学教授、博士研究生导师，哈尔滨工业大学建筑工程学院名誉院长，工程理论与应用研究所名誉所长，国际刊物《工程优化》编委，国际结构安全与可靠性协会委员。王先生治学严谨，言传身教，他的学生中已经有四位成为两院院士。[48]。
- 李佩成：博士（前苏联莫斯科地质勘探学院水文地质工程地质系，1966年），农业水土工程及水资源与环境专家，2003年当选中国工程院院士（当时工作单位为长安大学），西北农学院农田水利系本科毕业生（1956年）。李佩成院士长期任教于西北农林科技大学组建单位，曾任西北农业大学副校长、学校干旱半干旱农业研究培训中心主任等职，现任西北农林科技大学双聘院士、博士生导师。[49]
- 虞宏正（1897年10月5日-1966年11月11日）：1920年毕业于北京大学化学系，1955年当选中国科学院学部委员，物理化学与胶体化学家。虞宏正曾任中国科学院西北水土保持生物土壤研究所所长、研究员[50][51]。
- 魏江春：地衣真菌学家，苏联科学副博士（苏联科学院，1962年），西北农学院植物保护专业毕业生（1955年），1997年当选中国科学院院士。[52]
- 康绍忠：博士，农业水土工程专家，中共党员，中国工程院院士（2011年），现任中国农业大学教授、中国农业水问题研究中心主任，兼任国务院学位委员会农业工程学科评议组召集人、中国农业节水和农村供水技术协会副会长、中国农业工程学会副理事长。康绍忠院士长期从事干旱区农业高效用水与水资源研究，发展了旱区土壤-植物-大气连续体水热传输与水碳耦合理论及作物耗水计算方法，提出了旱区主要作物的需水指标与灌溉制度，创建了基于生命需水信息的作物节水调质高效灌溉理论与技术体系，建立了旱区流域尺度面向生态的水资源合理配置与调控理论及应用模式。[53]
- 喻树迅：博士，棉花遗传育种专家，中国工程院院士（2011年），西北农林科技大学农学博士（2003年），现任中国农业棉花产业体系的首席科学家。喻树迅院士长期从事棉花短季棉遗传育种研究，先后获国家科技进步一等奖1项，二等奖3项，省部级奖8项；主持或参加育成棉花新品种25个。[54]
- 窦忠英：1963年毕业于西北农学院兽医专业本科，毕业后留校任教至退休，动物胚胎工程专家，2004年获全国劳动模范荣誉称号。窦忠英先生1981-1984年在西德吉森李比希大学研修哺乳动物胚胎工程，曾任西北农林科技大学教授，博士生导师，兼任上海交通大学医学院客座教授。窦忠英教授率专攻人类胚胎干细胞研究，并在国内首次由人类胚胎干细胞得到心脏样跳动样细胞团，他所领导的实验室被确立为国家干细胞工程技术研究中心陕西分中心和陕西省干细胞工程技术研究中心[55][56]
- 邵明安：土壤物理学家，中国科学院院士，现任中国科学院教育部水土保持与生态环境研究中心（西北农林科技大学水土保持研究所）研究员。邵明安院士长期从事土壤水动力学和土壤水植被定量关系等研究，建立了土壤水运动的广义相似理论和溶质迁移的边界层理论，求解了土壤水分运动的Richards方程的解析解和溶质迁移方程的边界层解，提出了土壤水力参数积分法和相似法，完善了植物根系吸水机理模型，提出土壤水分有效性动力学模式，建立了小流域土壤水分植被承载力模型，为农业节水和黄土高原植被建造提供了科学依据。[57]
- 康振生：植物病理学家，中国工程院院士，现任西北农林科技大学植物保护学院教授，旱区作物逆境生物学国家重点实验室主任。康振生院士长期围绕小麦重大病害的绿色可持续防控，从组织细胞学、遗传学、分子生物学及基因组学等方面对小麦抗病机制和病菌致病机理进行了较为系统的研究，并形成了具有特色的研究体系。康振生院士主要开展小麦条锈病的流行学及分子生态学、小麦条锈菌毒性变异规律、病菌与寄主互作分子机理、小麦抗病资源的发掘利用等研究，率领团队在小麦条锈病、赤霉病等重大病害的发生规律、致病机理与防治技术研究等方面做出了突出贡献。[58]
- 张涌：家畜胚胎生物工程专家，中国工程院院士，中国克隆羊（成年耳细胞克隆山羊）之父，现任西北农林科技大学动物医学院教授，农业农村部动物生物技术重点实验室主任和陕西省动物胚胎工程技术研究中心主任，曾任国务院学位委员会兽医学科组成员。张涌院士长期从事家畜胚胎生物工程的基础理论和关键技术研究，在牛羊胚胎发育调控和良种胚胎规模化生产、牛羊克隆理论和克隆技术、基因编辑抗病牛羊培育等方面取得系列成果。[59]
- 卢得仁（1919年12月—1997年7月）：著名牧草学专家，国立西北农学院畜牧兽医系毕业（1943年）并留校任教，曾担任我国草业科学奠基人王栋教授的助教。1952年调兰州西北畜牧兽医学院任畜牧系副主任，并兼任中国农业科学院兰州畜牧所研究员。1960年任青海省畜牧兽医科学院畜牧研究所副所长，并在青海省农牧学院授课。1973年调入西北农学院畜牧系任教，先后任系副主任、饲料生产教研室主任等职务。卢得仁教授1953年在西北畜牧兽医学院开始招收牧草学专业研究生，是我国草原科学最早的研究生导师之一。1985年农牧渔业部授予优秀教师称号。[60]
- 梁增基：陕西省咸阳市长武县农技推广中心退休研究员（小麦育种专家），第七届全国诚实守信模范荣誉称号（2019年），扎根黄土地58年。梁先生来自广东，1961年毕业于西北农学院，随后人生都在西北度过，终身从事小麦育种研究。半个世纪来，他解决了“高强抗锈、抗旱高产、多抗优质、高产优质、用调节播期避开病毒病并提高抗冻性”等五大难题，培育了国审“秦麦四号”“长武134”“长旱58”“长航一号”等小麦良种，在陕甘旱区和河南、山东部分旱区推广累计过亿亩。[61][62]
- 芬茨尔（1896－1936年8月14日）：德国籍教授，德文名Gouulieb Fenzel，德国慕尼黑大学林学博士。1933年夏第二次来到中国后，受聘为国立西北农林专科学校（西北农林科技大学前身）教授，并担任学校的林场主任和陕西省林务局副局长。他著有《中国森林问题》、《西北造林论》、《甘宁青三省林业之大计》、《陕西省各苗圃设置及直接造林之方案》、《陕西林务实施办法》等著作十余种，被誉为“陕西林业的奠基石”。1936年8月14日病逝于西安，年仅41岁。时任陕西省政府主席的邵力子致悼词，于右任、张继、朱家骅等纷纷致电表示哀悼，当时的中央新闻社、华西新闻社、《西京日报》等各大媒体予以隆重报道。其葬于今西安市莲湖公园内，其墓碑在文革期间被毁，墓基尚存，铜质墓牌完好。[63]

### 行政领域
- 路明，西北农学院1961届本科毕业生(农学专业)，1982届硕士毕业生，农学家，民主党派。1984年12月至1994年5月，任甘肃省人民政府副省长。1992年11月，任中国民主建国会中央副主席。1997年3月至2000年3月，任中华人民共和国农业部副部长。
- 张宝文，1974年3月至1998年8月在西北农业大学工作，曾任西北农业大学校长，民主党派。张宝文在2000年3月至2008年8月期间任全国政协常委和中华人民共和国农业部副部长，曾任中国民主同盟中央副主席兼秘书长。2012年12月，张宝文任全国政治协商会议常务委员会常委兼副秘书长和中国民主同盟中央主席。
- 朱静芝，西北农学院1982届本科毕业生（农学专业），西北农林科技大学2001届农业推广专业学位硕士毕业生，高级农艺师，民主党派。2003年1月至2012年12月，任陕西省人民政府副省长。2012年12月，任中国农工民主党中央副主席。2013年1月，任陕西省人大常委会副主任。2013年3月，当选全国人大常委会委员。
- 韩俊，农学博士，西北农业大学农业经济系硕士研究生（1983年9月到1986年7月），西北农业大学农业经济系农业经济管理专业博士研究生（1986年7月到1989年5月），中国共产党员，现任中共吉林省委副书记、吉林省人民政府省长、党组书记。
- 赵清华，农学博士（德国哥廷根大学，2001年），西北农业大学本科毕业生（1991年）。赵博士曾在陕西省农业厅植物保护总站、中国生物技术发展中心、科技部重大专项办公室、驻德意志联邦共和国大使馆（公使衔参赞）、科技部国际合作司（副巡视员）工作。2018年至今，赵博士任中华人民共和国驻苏黎世兼驻列支敦士登公国总领事，已婚，育有一子[64]。
- 吴以环，管理学博士（中国农业大学，2001年），西北农业大学农业经济系农业经济及管理专业研究生（1987年8月），民盟成员，现任深圳市政协副主席，曾任深圳市人民政府副市长。
- 吴清海，从2017年9月起任中央纪委驻农业农村部纪检组组长、农业农村部党组成员，是西北农学院植物保护专业毕业本科毕业生。自1984年参加工作以来，吴清海同志在国家标准局、国家技术监督局标准化司、国家质量技术监督局监督司、国家质检总局执法督查司、国家质检总局科技司、国家质检总局食品生产监管司等单位具有多年工作经验。2010年，在中组部发起的改革开放以来规模最大的一次央地干部交流任职活动中，吴清海同志是本次央地双向交流任职中从中央和国家机关到地方任职的66名干部之一。从2010年起，吴清海同志调任山西省太原市委副书记（正厅级）。在山西，吴清海同志工作了3年，后两年一直在晋中市工作，曾任晋中市市长、市委副书记。2013年7月，吴清海同志调任国家质检总局党组成员、副局长，成为省部级官员。2017年9月，任中央纪委驻农业部纪检组组长、农业部党组成员。[65][66][67]
- 郑小明，西北农学院1979届本科毕业生（农田水利工程专业），中国共产党。2003年1月至2008年4月，任宁夏回族自治区副主席、党组成员。2008年5月至2013年1月，任陕西省人民政府副省长、党组成员。2013年2月至今，任陕西省人民政府资政。
- 魏增军，现任陕西省副省长，党组成员，政协陕西省第十二届委员会副主席，西北林学院林学系林业专业毕业生（1982年），拥有西安交通大学高级管理人员工商管理硕士学位（2003.11—2005.12）。魏增军同志的职业生涯开始于陕西省计划委员会，并具有地市级政府工作经验（陕西省商洛市、汉中市）。2018年1月，魏增军任陕西省副省长，党组成员，同时也是中共十八大代表，第十三届省委委员，陕西省第十三次党代会代表，陕西省十三届人大代表。2020年1月，魏增军当选为政协陕西省第十二届委员会副主席。[68]
- 黄思光，理学博士，现任陕西省农业农村厅党组书记、厅长，省政协常委、农业和农村委员会副主任，中共党员，西北农学院1986届土壤农化专业毕业生。黄思光同志具有高校、陕西省共青团系统学校、地级市政府（陕西省商洛市）与省厅工作经历。[69]
- 陈存根，博士，西北农学院1974届本科毕业生（林学系），西北林学院1982届硕士毕业生（森林生态专业），拥有奥地利维也纳农业大学森林培育专业博士学位（1987年），中国共产党党员。2006年2月至2007年4月，任国家人事部副部长、党组成员。2007年4月至2012年1月，任重庆市委常委、组织部部长。2012年1月至2012年3月，任重庆市人大常委会主任、党组书记，重庆市委常委、组织部部长。这期间，薄熙来于2007年11月至2012年3月15日担任重庆市委书记。薄熙来事件发生后，陈存根于2012年3月至2013年1月任重庆市人大常委会主任、党组书记。2013年1月至2017年12月任中央国家机关工委副书记（正部长级）。现已退休。
- 李洪林（1925年-2016年6月1日），国立西北农学院毕业生（1948年），中国共产党政治理论专家，中共中央宣传部理论局原副局长。1956年起，在中共中央从事理论研究工作，但文化大革命中被打倒，遭下放。1977年起，历任中国历史博物馆党史研究室主任、中共中央宣传部理论局副局长、福建社会科学院院长等职，1989年“六四”后被撤职。他的主要著作有《理论风云》、《四种主义在中国》、《中国思想运动史》等[70][71]。
- 孙矿玲，女，陕西省委农村工作领导小组成员兼办公室主任，陕西省农业农村厅党组书记、厅长。孙矿玲同志毕业于西北农学院农学专业（1984年-1988年）。她具有较丰富的镇级、县级与市级行政管理经验（渭南市澄城县冯原镇、白水县、礼泉县、安康市、延安市），并于2015年获得“全国优秀女县委书记”称号，是陕西省第二名获得提拔的优秀县委书记。2020年11月，孙矿玲同志任陕西省农业农村厅党组书记、厅长，2020年12月任省委农村工作领导小组（省委实施乡村振兴战略领导小组）成员兼办公室主任，省农业农村厅党组书记、厅长。[72][73]
- 张文，男，宁夏回族自治区永宁县委常委，闽宁镇党委书记，主持闽宁镇党委工作，负责脱贫攻坚工作，分管县扶贫开发服务中心。张文同志毕业于西北农林科技大学（1995年-1999年）。闽宁镇是电视剧《山海情》故事原型。2021年2月25日，闽宁镇被中共中央、国务院授予全国脱贫攻坚楷模荣誉称号。[74][75]
- 登盛，缅甸联邦共和国前总统、军政府前总理，卸任后至彬乌伦成为僧侣。2012年9月19日，时任缅甸总统吴登盛在西北农林科技大学被授予荣誉博士称号。[76][77]

## 轶事
- 民国二十七年（1938年）12月下旬，国民党武功军事会议（武功军事会议）秘密在国立西北农学院主教学楼（当时号称中国西北第一高楼，现西北农林科技大学北校区3号教学楼）召开。蒋介石在其起居注中曾评价“此次会议其收效当不减于南岳会议也。”[78][79]

此次会议分军令组（召集人徐永昌）、军政组（召集人何应钦）、军训军法组（召集人陈调元，章含之的祖父，洪晃的曾外祖父）及政治组（召集人贺衷寒）。会议主要内容：一是检讨国军对日作战以来的缺点和今后如何改进的问题。二是听取各部队报告情况，以为国军整训补充资料所需。会期3天，与会人员184人，蒋介石训话四次。时任国民政府教育部政务次长顾毓琇在追忆会议当年曾来武功时的感受说：“最近举行的武功会议，在抗战史上有重要地位，国立西北农学院亦将引为永久无上光荣。”
此会议召开后不久，侵华日军对国立西北农学院进行了轰炸。1940年8月30日，日机分两批轰炸西农，投弹20余枚。1941年8月5日，日机7架轰炸西农，投弹20余枚。同年11月30日，日机5架两次轰炸西农，投弹30余枚。以上多次轰炸，死难师生3人，重伤1人，毁校舍房屋500余间，教学设施、农场研究试验材料、物资损失巨大。昔日召开“武功军事会议”的旧址——西农奠基大楼被多次轰炸，弹痕累累，至今清晰可见。抗战后，该楼附近曾挖出百公斤重的日军94式未爆炸炸弹等。教学楼现为陕西省人民政府确立为第五批文物保护单位。
- 西北农学院原院长辛树帜在参加1957年全国政协会议期间，受邀参加了毛泽东主持的最高国务会议。一见面，毛泽东就热情地握着他的手，直呼着他的名字，说他的名字取得好，并幽默地称：“辛辛苦苦，独树一帜。”[80]
- 中国人民解放军上将王震于1949年5月20日来到国立西北农学院，并宣布“西北农学院解放了，欢迎这所大学回到人民的怀抱。”[81]同时，50余名学生加入王震将军的队伍奔赴新疆。这些人后来成为新疆塔里木大学的教学和管理骨干。[82]
- 西北农林科技大学图书馆的馆名由郭沫若书写。[83]
- 西北农林科技大学的校名由著名书法家启功先生书写。[84]
- 作家路遥的长篇小说《平凡的世界》中多次提到杨陵和西北农学院，书中人物周文龙被推荐进入西北农学院读大学。《平凡的世界》获得1991年第三届茅盾文学奖。
- 长期定居中国的美国人Erwin Engst （页面存档备份，存于）（中文名：阳早）和Joan Hinton （页面存档备份，存于）（中文名：寒春）的中文名由原西北农学院院长康迪教授所取[85]。他们的长子阳和平（Fred Engst）在《南方周末》的一篇报道中被称为“长在红旗下的美国人”[86]。
- 导演张艺谋在年轻盲目寻找出路时，曾想报考西北农学院[87]。
- 中华人民共和国国务院原副总理吴仪在西北工学院就读时，曾到西北农学院参加了垒球友谊赛。即使用了12寸大球而不是惯用的9寸小球，西北工学院代表队仍然在吴仪的带领下获得了胜利。[88]
- 在电影《走着瞧 A Tale of Two Donkeys （页面存档备份，存于）》（文章、岳红、黄磊等主演，改编自王松的小说《双驴记 （页面存档备份，存于）》）中，有一个马杰（黄磊饰演中年马杰的角色）骑自行车进入西北农业学院（虚构自西北农业大学）的画面。影片中西北农业学院的校门与当时西北农业大学的校门十分类似。
- 在电影《没事儿偷着乐》（冯巩、丁嘉丽等主演，改编自刘恒的小说《贫嘴张大民的幸福生活》）中，张五民所考的大学就是西北农业大学。在同名电视剧《贫嘴张大民的幸福生活》（梁冠华等主演）中，张大国所考的大学也是西北农业大学。
- 电视剧《黄土高天》（由阚卫平导演，董勇、马少骅、王海燕等领衔主演的农村题材剧，改编自莫伸的报告文学《一号文件》）中，部分场景在西北农林科技大学校园取景，并在剧情对话中多次提到西北农林科技大学。该剧于2018年11月1日在中央电视台一套综合频道黄金档播出。[89][90]